# Metro de Filadelfia
El metro de Filadelfia es un conjunto de líneas de ferrocarril que abastecen a la ciudad más grande de Pensilvania, cuya área metropolitana tiene alrededor de cinco millones de habitantes y la ciudad de Camden en Nueva Jersey en el otro lado del río Delaware.
Filadelfia tiene una red de transporte urbano más diversa en comparación con otras ciudades, ya que tiene un metro (elevado y subterráneo), un tren ligero y un tranvía en la superficie y una gran red de autobuses .

## Sistema
La red es operada por SEPTA (Autoridad de Transporte del Sureste de Pensilvania), a excepción de la Línea Roja, que es operada por la PATCO de Camden, Nueva Jersey.
El metro de Filadelfia se encuentra ubicado principalmente dentro del centro de la ciudad, y constituye de tres líneas de metro y una línea de tranvía. Otras Tres líneas dan servicio a los barrios del oeste de la ciudad, una de ellas (la línea 100 o la línea Norristown) está completamente separada del tráfico, ya que sólo opera en un viaducto que usa la tecnología VAL.
La construcción de las secciones elevada del metro Filadelfia son únicas en comparación con los del Metro de Chicago o las del Metro de Nueva York. Aunque las líneas fueron construidas sobre traviesas de acero como en otras partes, en las del Metro de Filadelfia se puso una cubierta de hormigón y muros de contención de lastre para limitar el ruido de los trenes que cruzan cerca de las viviendas y también para proteger las calles bajo el viaducto de la lluvia.

### Red
| línea                   | Tipo            | Longitud                                    | Estaciones | Apertura    | Ancho de vía | Energía           | Longitud de los andenes | operador |
| ----------------------- | --------------- | ------------------------------------------- | ---------- | ----------- | ------------ | ----------------- | ----------------------- | -------- |
| Línea Market-Frankford  | Metro           | 20,5 km (5,8 en túnel)                      | 28         | 1907        | 1588 mm      | 3.er riel (600 V) | 106 m                   | SEPTA    |
| Línea de la Calle Broad | Metro           | 19,3 km (19,1 km en túnel)                  | 25         | 1928        | 1435 mm      | 3.er riel (600 V) | 168 m                   | SEPTA    |
| Línea Subway Surface    | Tranvía         | 3,8 km (en túnel)                           | 9          | 1955 (1906) | 1588 mm      | catenaria         | 30 m                    | SEPTA    |
| Línea PATCO             | Metro suburbano | 23,3 km (4,6 en túnel y 3,7 km en viaducto) | 13         | 1938        | 1435 mm      | 3.er riel (685 V) | 125 m                   | PATCO    |

### Líneas anexas
| Línea                                           | Tipo        | Longitud | Estaciones | Apertura | Ancho de vía | Energía           | Longitud de los andenes | Operador |
| ----------------------------------------------- | ----------- | -------- | ---------- | -------- | ------------ | ----------------- | ----------------------- | -------- |
| Línea Norristown (100)                          | Tren ligero | 21,6 km  | 22         | 1907     | 1435 mm      | 3.er riel (600 V) | 45 m                    | SEPTA    |
| Línea Red Arrow / Media–Sharon Hill (101 & 102) | Tranvía     | 18,4 km  | 52         | 1906     | 1588 mm      | Catenaria         | 30 m                    | SEPTA    |

## Historia

### Fechas importantes
█  - 1907: 69th Street - 15th Street (Viaducto)
█  - 1908: 15th Street - 2nd Street (Metro)
█  - 1908: 2nd Street - Ferry Terminal (Viaducto)
█  - 1915-1922: 2nd Street - Frankford (Viaducto)
█  - 1928: City Hall - Olney (Metro)
█  - 1932: 8th Street - Olney (Metro)
█  - 1938: 8th Street - Walter Rand Transportation Center (Metro vía el Puente Benjamin Franklin)
█  - 1938: South Lombard - Snyder (Metro)
█ / █  - 1953: 8th Street - 15/16th Street (Metro)
█  - 1953: Fermeture de la Ferry Branch; 2nd Street - Ferry Terminal
█  - 1955: 44th Street - 15th Street (Reconstruid/Metro)
█  - 1955: 37th Street - 13th Street (Línea Subway Surface)
█  - 1956: Olney - Fern Rock (Metro)
█  - 1969: Walter Rand Transportation Center - Lindenwold
█  - 1969: Ramal Broad Ridge limitada a una nueva terminal 8
th Street
█  - 1973: Snyder - Pattison (Metro)

## Biografía
- Cox, Harold E.: The Road from Upper Darby: the Story of the Market Street Subway-Elevated. Electric Railroaders’ Association Inc., New York 1967.
- Historic American Engineering Record: Frankford Elevated, 52100-5400 Frankford Avenue (guideway & stations), Philadelphia, Philadelphia County, PA, in: Historic American Engineering Record (Library of Congress), Library of Congress, Prints and Photograph Division, Washington D. C. 20540 USA
- Historic American Engineering Record: Market Street Elevated Railway, Market Street between Sixty-ninth & Forty-sixth Streets, Philadelphia, Philadelphia County, PA, in: Historic American Engineering Record (Library of Congress), Library of Congress, Prints and Photograph Division, Washington D. C. 20540 USA
- Philadelphia Rapid Transit Company: Philadelphia Rapid Transit: Construction and Equipment of the Market Street Subway and Elevated1908 (Nachdruck 2007), ISBN 978-1-4303-2551-2.
- Williams, Gerry: Trains, trolleys & transit: À guide to Philadelphia area rail transit. Railplace Co, Piscataway, NJ 1998. ISBN 978-0-9621541-7-1

- Datos: Q11158637
- Multimedia: Philadelphia subway / Q11158637